# Liste der Stolpersteine in Ahrenshoop
Die Liste der Stolpersteine in Ahrenshoop enthält alle Stolpersteine, die im Rahmen des gleichnamigen Kunst-Projekts von Gunter Demnig in Ahrenshoop verlegt wurden. Mit ihnen soll Opfern des Nationalsozialismus gedacht werden, die in Ahrenshoop lebten und wirkten.
| Stolperstein | Inschrift | Verlegeort                 | verlegt am      | Name, Leben |
| ------------ | --- | -------------------------- | --------------- | --- |
|              | HIER WOHNTE ELZA HOHLMAN JG. 1889 EINGEWIESEN 29.1.1943 JÜD. KRANKENHAUS BERLIN TOT VOR DEPORTATION 14.2.1943 | Hermann-Abeking-Weg (Lage) | 25. August 2010 | Elza Kohlman wurde am 2. Oktober 1889 in Budapest geboren. Sie war als Bakteriologin tätig. Sie lebte mit der befreundeten Malerin Edla Charlotte Rosenthal (1883–1942) zusammen in Althagen (bis 1939) und in Werder (Havel). Am 29. Januar 1943 wurde aus einem Polizeigewahrsam in das Jüdische Krankenhaus Berlin eingeliefert. Dort starb sie am 11. Februar 1943 an Lungenentzündung. Ihr Grab befindet sich auf dem Jüdischen Friedhof Berlin–Weißensee. |
|              | HIER WOHNTE EDLA CHARLOTTE ROSENTHAL JG. 1883 DEPORTIERT 1942 GHETTO WARSCHAU ERMORDET 1942 IN TREBLINKA      | Hermann-Abeking-Weg (Lage) | 25. August 2010 | Edla Charlotte Rosenthal wurde am 27. Dezember 1883 in Berlin geboren. Ihre Eltern waren Arthur (Aron) und Helene (Hella) Rosenthal, geb. Burchardt (1859–1914). Edla Charlotte\|Rosenthal war als Malerin tätig und Mitglied im Verein der Berliner Künstlerinnen. Sie wohnte zeitweise in Berlin–Schöneberg, von 1918 bis 1939 auch in Althagen sowie ab 1932/33 in Werder (Havel). Sie war befreundet mit Elza Kohlman (1889–1943). Am 14. April 1942 wurde sie in das Warschauer Getto deportiert; von dort wurde sie in das Vernichtungslager Treblinka transportiert und dort umgebracht. |